# Ritardo del turbo
Prende il nome di ritardo del turbo o latenza del turbo (in inglese turbo lag) il tipico comportamento transitorio che si riscontra nei motori sovralimentati con turbocompressori a geometria fissa, in seguito al rapido azionamento dell'acceleratore. Tale comportamento si caratterizza come una risposta meno pronta (in inglese lag) nell'erogazione della potenza, rispetto ad un motore aspirato di simili specifiche. Il motivo di questo ritardo risiede nel principio di funzionamento del turbocompressore stesso, che necessita di una grande portata dei gas di scarico per vincere l'inerzia della propria girante e produrre l'effetto di sovralimentazione del motore.

## Introduzione ai turbocompressori
Lo scopo di un compressore per motori a combustione interna è quello di aumentare la pressione dell'aria che rimane intrappolata nelle camere di combustione a seguito della fase di aspirazione, così da aumentare la densità e dunque la quantità di comburente (ossigeno) presente. Una maggior quantità di comburente nella camera consente di ossidare un'altrettanto maggiore quantità di combustibile, incrementando così la pressione sviluppata dalla combustione e di conseguenza il lavoro che il motore può compiere nell'arco di un ciclo. In conclusione, l'azione del compressore comporta un aumento della coppia massima erogabile dal motore.
Un turbocompressore, o più semplicemente "turbo", è un particolare tipo di compressore che sfrutta l'entalpia dei gas di scarico del motore come fonte di energia per svolgere il proprio lavoro. A tale scopo, esso è costituito da due giranti (palettature mobili) calettate sul medesimo albero, una delle quali viene azionata dal flusso dei gas di scarico (turbina), mentre l'altra viene utilizzata proprio per comprimere l'aria aspirata (compressore).
In base alla descrizione appena fornita, è evidente come l'erogazione di coppia (e dunque di potenza) da parte del motore sovralimentato debba necessariamente dipendere anche dal punto di funzionamento del compressore, poiché è proprio il compressore a determinare la quantità di ossigeno nella camera di combustione.

## Dinamica del turbo lag
Viaggiando con il comando gas rilasciato (non azionato), la quantità di carburante iniettata nelle camere di combustione è minima. I gas di scarico sono quindi caratterizzati da valori di temperatura e pressione contenuti (bassa entalpia specifica). In questa fase la turbina, sicuramente dimensionata per un flusso entalpico superiore, non lavora nel proprio punto di funzionamento ottimale. Per via dell'insufficiente apporto energetico dei gas di scarico e dell'inerzia meccanica del sistema turbina-compressore, il compressore non raggiunge velocità rotazionali sufficienti a permettere una significativa compressione dell'aria in aspirazione. In questo frangente il motore, che aspira aria non compressa, non percepisce la presenza del turbocompressore.
Partendo dalla situazione appena descritta, una repentina richiesta di potenza da parte dell'utente, attuata mediante rapido azionamento del comando gas, non potrà venir appieno soddisfatta finché il flusso dei gas di scarico non raggiunga una portata ed un contenuto entalpico sufficienti ad accelerare la turbina (ed il compressore ad essa collegato).
La problematica descritta è evidentemente riconducibile a una sorta di feedback positivo: un'accelerazione del compressore aumenta la portata d'aria in entrata nella camera, e dunque anche la portata dei gas di scarico in uscita. Ciò accelera ulteriormente la turbina, che quindi amplifica l'effetto del compressore.
In conclusione, il turbo lag è quel periodo transitorio durante il quale l'utente che domandi un incremento di potenza al motore è costretto ad attendere che la turbina venga accelerata dal crescente flusso entalpico dei gas di scarico, trascinando con sé il compressore. Dal punto di vista dell'utente, un motore caratterizzato da un marcato turbo lag si presenta "pigro" nei confronti di repentine richieste di potenza. Questo comportamento, generalmente pregiudizievole delle performance, è particolarmente indesiderato in quelle applicazioni in cui si domandano al motore frequenti cambiamenti del punto di funzionamento (tipico delle applicazioni di propulsione per veicoli terrestri).

## Riduzione del turbo lag
In generale vale la regola secondo cui le turbine più grandi necessitino di flussi energetici maggiori e palesino inerzie maggiori. Nel caso di turbine abbondantemente dimensionate, si accetta un marcato ritardo del turbo in cambio di potenze di picco più elevate (notare che entrambi gli effetti accentuano la brutalità dell'erogazione della potenza).
Di seguito sono presentati altri stratagemmi che consentono di attenuare significativamente il fenomeno di turbo lag.

### Waste gate
Un motore a combustione è in grado di lavorare in un ampio spettro di condizioni di carico differenti. Esso presenterà un ventaglio altrettanto ampio in termini di condizioni energetiche dei gas di scarico. In linea teorica, un corretto approccio al dimensionamento di un turbocompressore per motori a combustione dovrebbe consistere nell'adozione di una turbina sufficientemente grande da smaltire il flusso dei gas di scarico nelle condizioni di pieno carico del motore. In questo senso tuttavia, la turbina troverà condizioni di funzionamento ottimali esclusivamente in condizioni di pieno carico del motore. A partire da questa premessa, una semplice misura che limiti l'effetto di lag consiste nell'adozione di turbocompressori più piccoli del necessario, la cui capacità in termini di portata venga saturata già in condizioni di carico medio-basso del motore. Per non limitare tuttavia l'operabilità del motore agli alti carichi, la turbina viene dotata di una valvola di bypass dei gas di scarico, chiamata wastegate (dall'inglese "valvola di scarto"). Tale valvola è una limitatrice di pressione, che evita situazioni di elevata contropressione allo scarico del motore, semplicemente "sprecando" parte dei gas di scarico.
In conclusione, l'adozione della wastegate consente un design meno abbondante della turbina, pur mantenendo la stessa portata massima complessiva del sistema di scarico. Il prezzo da pagare è una minore pressione di sovralimentazione del motore agli alti carichi, nonché una minore efficienza del sistema, in quanto si accetta che una porzione dei gas di scarico bypassi la turbina, sprecando il contenuto energetico degli stessi.

### Sistemi multi-turbo
Una soluzione tradizionale consiste nell'installazione di più turbine gemelle in parallelo tra loro (configurazione twin turbo). Tali turbine, di dimensioni inferiori a quelle di una turbina singola equivalente, palesano tempi di risposta inferiori e dunque minor turbo lag, a parità di pressione di sovralimentazione. Questa soluzione è particolarmente conveniente nei motori dotati di più collettori di scarico identici, come ad esempio i motori dotati di più bancate di cilindri (V, W, Boxer).
Una configurazione multi-turbo leggermente più sofisticata è quella delle turbine in cascata o serie (configurazione multistage). Un semplice esempio di configurazione in cascata è quello costituito da due turbine di diversa dimensione. Ai bassi carichi, una turbina più piccola, a monte, lavora nelle proprie condizioni di funzionamento ottimale, riuscendo a rispondere in tempi accettabili a richieste di potenza relativamente contenute. In caso di aumento del carico al motore, la portata dei gas di scarico aumenta, e la piccola turbina, insufficiente ad elaborare l'intera portata fluida, viene bypassata da una parte dei gas, inviati direttamente a una turbina più grande, a valle della prima. La turbina più grande elabora quindi sia i gas già espansi dalla turbina piccola che i gas che bypassano quest'ultima. In questo modo è dunque possibile godere di una turbina di grosse dimensioni, ottimizzata per condizioni di carico elevate, lasciando alla turbina più piccola il compito di "assorbire" la prima fase dei transitori di carico.
In entrambi i casi, serie e parallelo, il motore risulta più reattivo rispetto a una soluzione a turbocompressore singolo avente pari potenza massima.

### Turbocompressore a geometria variabile
Una soluzione tecnologicamente più avanzata al problema del turbo lag consiste nell'utilizzo di una girante di scarico circondata da palette statoriche mobili. Le palette mobili aggiungono un grado di libertà al sistema turbocompressore, consentendo un controllo ottimale dello stesso in più di una condizione di funzionamento. I vantaggi tecnici relativi alla variazione della geometria della palettatura sono:
1. Possibilità di controllare il lume attraverso il quale i gas di scarico accedono alla turbina, adattandolo alla portata di gas;
2. Possibilità di controllare l'angolo con il quale i gas di scarico incidono sulla palettatura della girante, adattandolo alla velocità dei gas;

Come conseguenza della maggiore flessibilità di controllo, un turbocompressore a geometria variabile, controllato da una ECU opportunamente programmata, ha il pregio di ottenere la stessa contenuta inerzia alle basse portate di gas, tipica di turbine di piccole dimensioni (lume minimizzato), seppur mantenendo stessa portata massima di una turbina di maggiori dimensioni (lume massimizzato). Questa tecnologia consente di ridurre l'effetto turbo lag utilizzando una singola turbina, con possibili vantaggi in termini di costi di produzione e di ingombri nel vano motore, rispetto alle configurazioni multi-turbo.
Il turbocompressore a geometria variabile è tuttavia più delicato rispetto ad un turbo tradizionale, per via dell'aggiunta di parti mobili allo statore. Per questo motivo, nel settore automobilistico di serie trova quasi esclusiva applicazione nei motori diesel (eccezione notevole è rappresentata dalle Porsche 911 Turbo delle serie 997 e successive). I motori diesel infatti, lavorando in condizioni magre di miscela aria/combustibile (valore di lambda tipicamente compreso tra 1,3 e 5), presentano temperature alla turbina decisamente inferiori rispetto ai motori benzina equivalenti, le cui miscele sono sempre stechiometriche.

### Soluzioni indirette
Un'ulteriore soluzione possibile, sviluppata nella seconda metà degli anni 80 in Formula 1 e utilizzata usualmente nelle gare di rally, è l'adozione di una logica di controllo dell'iniezione chiamata misfiring system o bangbang; questa logica permette, mediante un'opportuna modifica all'elettronica dell'auto, di inviare ai collettori di scarico una miscela di gas arricchita di benzina incombusta. Tale miscela, grazie alla presenza di idrocarburi incombusti ed ossigeno, detona al contatto con le zone più calde delle tubature di scarico e causa un incremento della pressione a monte della turbina, accelerandone dunque la risposta.
L'uso di questo sistema ha parecchie conseguenze negative, che ne rendono impossibile l'adozione nelle auto di produzione. Segue una lista di possibili controindicazioni:
- aumento sostanziale degli stress termici sulla turbina e sui collettori di scarico, relativi alle elevate temperature dovute alla combustione dei gas di scarico "arricchiti" (indicativamente si passa da 800 °C a 1100 °C);
- scarsa precisione nel controllo dell'entalpia alla turbina, dovuta alle complesse dinamiche di combustione nei collettori di scarico;
- aumento della rumorosità del motore;
- disastroso incremento delle emissioni in termini di idrocarburi incombusti ed ossidi di azoto;
- riduzione del freno motore;
- la combustione della miscela nei collettori provoca un fronte di fiamma che si può propagare a valle della turbina, fuoriuscendo dal terminale;
- aumento del consumo di carburante.